# SN 2008gu
SN 2008gu – supernowa typu II odkryta 30 października 2008 roku w galaktyce A011341+0447. W momencie odkrycia miała maksymalną jasność 17,70m.